# Mande Bushendich
Mande Bushendich (7 aprile 1997) è un mezzofondista ugandese.

## Biografia
Nel 2015 si è piazzato in trentesima posizione nella corsa juniores dei Mondiali di corsa campestre, conquistando contestualmente anche un quinto posto nella gara a squadre. Nel 2019 si è piazzato in undicesima posizione nei 10000 m ai Giochi Panafricani.

## Palmarès
| Anno | Manifestazione     | Sede    | Evento         | Risultato | Prestazione | Note |
| ---- | ------------------ | ------- | -------------- | --------- | ----------- | ---- |
| 2015 | Mondiali di cross  | Guiyang | Corsa juniores | 30º       | 25'31"      |      |
| 2015 | Mondiali di cross  | Guiyang | A squadre      | 5º        | 76 p.       |      |
| 2019 | Giochi panafricani | Rabat   | 10000 m piani  | 11º       | 28'59"66    |      |

## Campionati nazionali
2017
- 6º ai campionati ugandesi, 10000 m piani - 29'00"19

2024
- 7º ai campionati ugandesi, 10000 m piani - 30'04"3

## Altre competizioni internazionali
2018
- Bronzo alla San Silvestre Vallecana ( Madrid) - 27'24"

2019
- Argento alla San Silvestre Vallecana ( Madrid) - 27'51"
- Oro alla Parelloop ( Brunssum) - 27'56"
- 4º alla 10 km de Port-Gentil ( Port-Gentil) - 28'19"

2020
- 6º alla Mezza maratona di Barcellona ( Barcellona) - 1h00'14"

2021
- 9º alla 15K Nocturna Valencia ( Valencia) - 45'24"